# Dendropsophus labialis
Dendropsophus labialis là một loài ếch thuộc họ Nhái bén.
Đây là loài đặc hữu của Colombia.
Môi trường sống tự nhiên của chúng là vùng cây bụi nhiệt đới hoặc cận nhiệt đới vùng đất cao, đồng cỏ nhiệt đới hoặc cận nhiệt đới vùng đất cao, vùng đất ẩm với cây bụi là chủ yếu, đầm lầy, đầm nước ngọt, đầm nước ngọt có nước theo mùa, vùng đồng cỏ, các đồn điền, vườn nông thôn, các vùng đô thị, đất có tưới tiêu, và đất nông nghiệp có lụt theo mùa.

## Hình ảnh

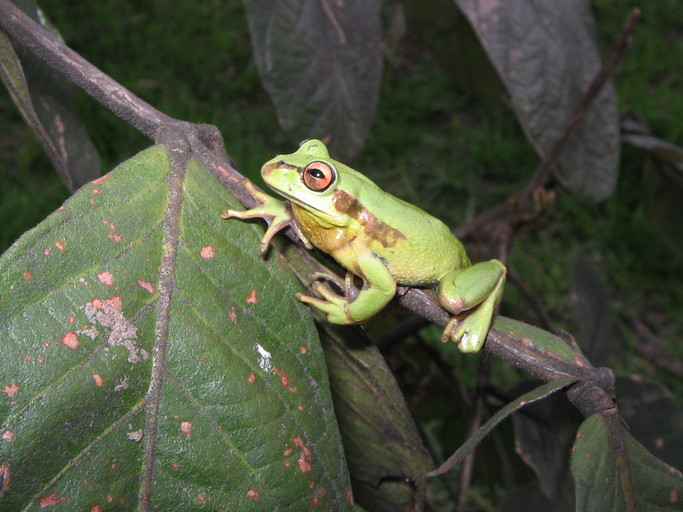
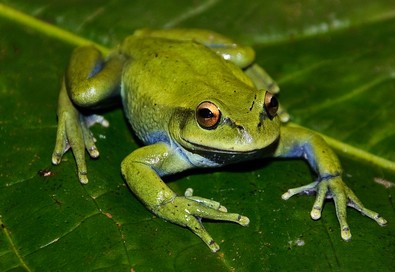
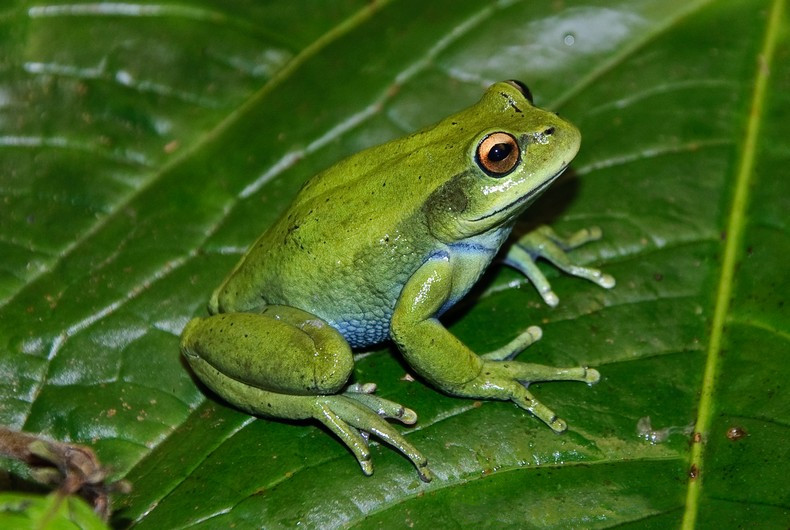
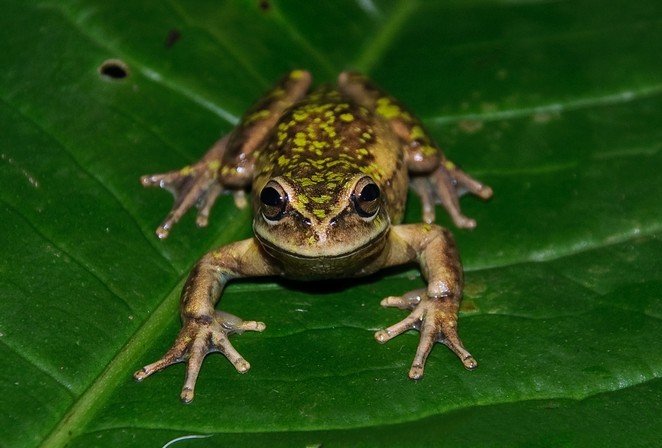